# Коджоке
Коджоке (кирг. Кожоке) — село в Ноокатском районе Ошской области Кыргызстана. Входит в состав Исановского айылного аймака.

## География
Село расположено в западной части области, на левом берегу реки Косчан, на расстоянии приблизительно 11 километров (по прямой) к востоко-юго-востоку от города Ноокат, административного центра района. Абсолютная высота — 1438 метров над уровнем моря.

## Население
Согласно оценочным данным Национального статистического комитета Кыргызской Республики, численность населения села на начало 2023 года составляла 5382 человека.
| год     | 2009 | 2014 | 2015 | 2020 | 2021 | 2023 |
| ------- | ---- | ---- | ---- | ---- | ---- | ---- |
| человек | 4324 | 5028 | 5071 | 5365 | 5342 | 5382 |